# Division 2 1994/95
Die Division 2 1994/95 war die 56. Austragung der zweithöchsten französischen Fußballliga. Es handelte sich dabei um eine Liga ausschließlich mit Profimannschaften.
Gespielt wurde vom 29. Juli 1994 bis zum 31. Mai 1995. Zweitligameister wurde Olympique Marseille, der allerdings von diesem Titel nicht profitierte, weil der Verband Marseille den Aufstieg verwehrte.

## Vereine
Teilnahmeberechtigt waren die 15 Vereine, die nach der vorangegangenen Spielzeit weder in die erste Division auf- noch in die dritte Liga (National) oder tiefer abgestiegen waren; dazu kamen drei Erstligaabsteiger und vier Aufsteiger aus der National.
Somit spielten in dieser Saison folgende 22 Mannschaften um die Meisterschaft der Division 2: Absteiger Aufsteiger
- drei aus dem Norden (USL Dunkerque, Aufsteiger SC Amiens, AS Beauvais)
- drei aus dem Großraum Paris und der Champagne-Ardenne (AS Red Star, CS Sedan, OFC Charleville)
- zwei aus dem Nordosten (AS Nancy, FC Mulhouse)
- fünf aus dem Nordwesten (Stade Laval, Le Mans UC, Aufsteiger EA Guingamp, Stade Briochin, Absteiger SCO Angers)
- zwei aus dem Zentrum (Aufsteiger LB Châteauroux, FC Gueugnon)
- eine aus dem Südwesten (Chamois Niort)
- sechs aus dem Südosten (USJOA Valence, Absteiger Toulouse FC, Aufsteiger FC Perpignan, Olympique Alès, Olympique Nîmes, der in die zweite Division strafversetzte Absteiger Olympique Marseille)

Direkt aufstiegsberechtigt waren die drei erstplatzierten Klubs, während die vier Letzten, ebenfalls ohne Barrages, durch eine entsprechende Zahl von Drittligaaufsteigern ersetzt wurden.

## Saisonverlauf
Jede Mannschaft trug gegen jeden Gruppengegner ein Hin- und ein Rückspiel aus, einmal vor eigenem Publikum und einmal auswärts. Ab dieser Spielzeit galt die Drei-Punkte-Regel; bei Punktgleichheit gab die Tordifferenz den Ausschlag für die Platzierung.
Sportlich war die Spielzeit von einem Vierkampf um die drei Aufstiegsplätze gekennzeichnet, an dem zwei Absteiger sowie zwei Überraschungsmannschaften – mit Guingamp ein Aufsteiger aus der dritten Division und mit Gueugnon ein Team, das rund anderthalb Jahrzehnte zuvor noch auf den Aufstieg verzichtet hatte, weil der Verein seinen Amateurstatus nicht aufgeben wollte – beteiligt waren, mit denen vor Saisonbeginn nicht gerechnet worden war. Die beiden Letztgenannten erreichten schließlich das Ziel, während Marseille zwar nach 42 Runden die Tabelle anführte, aber dennoch nicht aufsteigen durfte. Hintergrund dafür waren weiterhin die Auswirkungen der Bestechungsaffäre von 1993, die 1995 zu Olympiques Zahlungsunfähigkeit und den entsprechenden Maßnahmen seitens des Verbandsaufsichtsgremiums Direction Nationale du Contrôle de Gestion (DNCG) geführt hatten.
In der unteren Tabellenregion ging es noch enger zu; den 15. trennten schließlich vom 21. lediglich drei Punkte, und selbst Schlusslicht Nîmes besaß erst am vorletzten Spieltag keine theoretische Chance auf den Klassenerhalt mehr. Über die Ränge 18 bis 20 – der 18. Platz war der erste Nichtabstiegsplatz – entschied sogar nur die Tordifferenz, und hierbei lagen Angers, Saint-Brieuc und Beauvais lediglich drei Treffer auseinander.
In den 462 Begegnungen wurden 1.061 Treffer erzielt; das entspricht einem Mittelwert von 2,3 Toren je Spiel. Erfolgreichster Torschütze und damit Gewinner der Liga-Torjägerkrone war Tony Cascarino (Marseille) mit 31 Treffern. Zur folgenden Spielzeit kamen mit Stade Malherbe Caen und dem FC Sochaux nur zwei Absteiger aus der Division 1 hinzu, weil aufgrund Marseilles Nichtaufstieg die AS Saint-Étienne ihren Platz im „fußballerischen Oberhaus“ behalten durfte. Aus der dritthöchsten Liga stiegen vier Mannschaften auf, nämlich SAS Épinal, CS Louhans-Cuiseaux, FC Lorient und Stade Poitiers PEP.

## Abschlusstabelle
| Pl. | Verein                  | Sp. | S  | U  | N  | Tore    | Diff. | Punkte |
| --- | ----------------------- | --- | -- | -- | -- | ------- | ----- | ------ |
| 1.  | Olympique Marseille (A) | 42  | 25 | 9  | 8  | 072:340 | +38   | 84     |
| 2.  | EA Guingamp             | 42  | 23 | 12 | 7  | 051:320 | +19   | 81     |
| 3.  | FC Gueugnon             | 42  | 24 | 8  | 10 | 063:400 | +23   | 80     |
| 4.  | Toulouse FC (A)         | 42  | 22 | 11 | 9  | 069:430 | +26   | 77     |
| 5.  | LB Châteauroux (N)      | 42  | 19 | 14 | 9  | 056:340 | +22   | 71     |
| 6.  | AS Red Star             | 42  | 19 | 13 | 10 | 055:440 | +11   | 70     |
| 7.  | AS Nancy                | 42  | 15 | 18 | 9  | 046:390 | +7    | 63     |
| 8.  | USL Dunkerque           | 42  | 14 | 18 | 10 | 042:380 | +4    | 60     |
| 9.  | SC Amiens (N)           | 42  | 15 | 13 | 14 | 059:610 | −2    | 58     |
| 10. | Olympique Alès          | 42  | 12 | 17 | 13 | 044:440 | ±0    | 53     |
| 11. | OFC Charleville         | 42  | 11 | 19 | 12 | 045:490 | −4    | 52     |
| 12. | Le Mans UC              | 42  | 11 | 16 | 15 | 046:490 | −3    | 49     |
| 13. | USJOA Valence           | 42  | 11 | 16 | 15 | 047:520 | −5    | 49     |
| 14. | FC Mulhouse             | 42  | 12 | 13 | 17 | 049:580 | −9    | 49     |
| 15. | Stade Laval             | 42  | 9  | 17 | 16 | 042:560 | −14   | 44     |
| 16. | FC Perpignan (N)        | 42  | 9  | 17 | 16 | 035:510 | −16   | 44     |
| 17. | Chamois Niort           | 42  | 8  | 19 | 15 | 034:490 | −15   | 43     |
| 18. | SCO Angers (A)          | 42  | 10 | 12 | 20 | 038:510 | −13   | 42     |
| 19. | Stade Briochin          | 42  | 11 | 9  | 22 | 038:530 | −15   | 42     |
| 20. | AS Beauvais             | 42  | 9  | 15 | 18 | 050:660 | −16   | 42     |
| 21. | CS Sedan                | 42  | 10 | 11 | 21 | 034:600 | −26   | 41     |
| 22. | Olympique Nîmes         | 42  | 9  | 11 | 22 | 048:600 | −12   | 38     |

Platzierungskriterien: 1. Punkte – 2. Tordifferenz – 3. geschossene Tore

| (A) | Absteiger aus der Division 1 1993/94 |
| (N) | Neuaufsteiger                        |